# Things to Do on a Rainy Day
Things to Do on a Rainy Day is de zesentwintigste aflevering van het tweede seizoen van het tienerdrama Beverly Hills, 90210, die voor het eerst werd uitgezonden op 23 april 1992.

## Verhaal
Wanneer een poging om kaarten te winnen voor het concert van Color Me Badd mislukt, balen Donna, Brenda en Kelly ten zeerste. David verblijdt hen als hij mededeelt dat hij er via connecties achter is gekomen dat de band in een hotel in de stad verblijft. Al gauw vertrekken ze naar het hotel, waar ook tientallen andere fans de band blijken op te wachten. Hierdoor vlucht de band snel naar binnen, zodat Donna, Brenda, Kelly en David slechts een glimp ontvangen van Color Me Badd. Om in het hotel te komen, huurt David kamers. Eenmaal binnen proberen te ontdekken waar de band is.
Hier komt Donna haar moeder tegen. Eerder keurde ze het al niet goed dat Donna naar een concert zou gaan, dus Donna voelt zich betrapt. Ze vertelt haar moeder dat ze hier maar even zal zijn. Wanneer Donna vraagt naar de reden dat haar moeder er is, zegt zij dat ze er voor een vergadering is.
Het viertal gaat verder met de zoektocht naar de band, maar verliezen elkaar al snel uit het oog. Terwijl Brenda en David verder rennen, stoppen Kelly en Donna bij een lift, wetend dat deze hen naar de band zal leiden. Kelly gaat er in, maar Donna wil niet Brenda en David, die al een stuk verder zijn gerend, achterlaten. David en Brenda belanden ondertussen per ongeluk buiten in de regen. Donna ziet opnieuw haar moeder, zoenend met een andere man dan haar vader. Ze is gechoqueerd en barst in tranen uit, waarna ze naar haar kamer in het hotel vlucht.
Terwijl Kelly als enige bij de band is gekomen en al snel met hen bevriend raakt, komen ook een drijfnatte David en Brenda terug bij de kamer, waar Donna de waarheid zegt. Als ze haar moeder niet veel later opnieuw tegenkomt, confronteert ze haar met de waarheid. Wanneer haar moeder niet wil ingaan op wat Donna tegen haar zegt, verlaat ze haar in woede. Niet veel later belt Kelly op en deelt mee dat ze vier kaartjes heeft kunnen regelen voor de show. Brenda zegt de waarheid over Donna's moeder tegen haar, waarna Kelly ook niet meer wil gaan. Brenda weet haar over te halen om toch naar het concert te gaan.
Donna gaat mee met Brenda, waar ook vader Jim en moeder Cindy de waarheid ontdekken. Een verontruste moeder Felice klopt ook aan bij de familie Walsh om haar dochter op te halen, maar Donna wordt opnieuw boos. Niet veel later neemt Cindy Donna mee apart en vertelt haar dat Felice's affaire niets te maken heeft met haar liefde voor haar dochter. Hierna weet Donna haar moeder te vergeven.
Ondertussen nodigen Steve, Dylan en Brandon een stripper uit. Voordat stripper Brandy arriveert, klopt een verveelde Andrea aan. Pogingen om haar uit huis te krijgen mislukken en wanneer Brandy aanbelt, stellen de jongens haar voor als een nicht van Brandon. Brandy speelt het verhaal mee en beleeft uiteindelijk een gezellige middag met Andrea. Nadat ze vertrekt, begint ze al snel met haar show voor de jongens. Omdat ze haar in die middag persoonlijk hebben leren kennen, vinden ze het echter vreemd haar als lustobject te zien. Ze sturen haar weg.
Als Brandy op het punt staat om weg te gaan, komen Jim en Cindy thuis. Brandon weet ook zijn ouders op het nippertje te misleiden, maar wordt betrapt door zijn vader als hij later die avond een kaart vindt van Brandy.
Wanneer de groep bijeenkomt bij de Peach Pit, komt ook Kelly eraan. Om Donna op te vrolijken heeft ze Color Me Badd meegenomen, iemand met wie Kelly goed bevriend is geraakt. De band zingt speciaal voor Donna een lied.

## Rolverdeling
- Jason Priestley - Brandon Walsh
- Shannen Doherty - Brenda Walsh
- Jennie Garth - Kelly Taylor
- Ian Ziering - Steve Sanders
- Gabrielle Carteris - Andrea Zuckerman
- Luke Perry - Dylan McKay
- Brian Austin Green - David Silver
- Tori Spelling - Donna Martin
- Carol Potter - Cindy Walsh
- James Eckhouse - Jim Walsh
- Joe E. Tata - Nat Bussichio
- Color Me Badd - Zichzelf
- Katherine Cannon - Felice Martin
- Michelle Nicastro - Brandy